# خورخي راكا
خورخي راكا (بالإسبانية: Jorge Racca) هو لاعب كرة سلة أرجنتيني سابق.

## روابط خارجية
- خورخي راكا على موقع الاتحاد الدولي لكرة السلة (الإنجليزية)
- خورخي راكا على موقع الدوري الأوروبي لكرة السلة (الإنجليزية)
- خورخي راكا على موقع الدوري الإسباني لكرة السلة (الإسبانية)
- خورخي راكا على موقع كرة السلة الأوروبية.كوم (الإنجليزية)
- خورخي راكا على موقع ريلجم (الإنجليزية)
- خورخي راكا على موقع بروبوليرز (الإنجليزية)
- خورخي راكا على موقع سبورتس رفرنس (الإنجليزية)
- خورخي راكا على موقع أوليمبيديا (الإنجليزية)